# Citroën C5
Citroën C5 — автомобілі середнього класу (великий сімейний автомобіль, клас D), що виробляються компанією Citroën з 2001 року.

## Перше покоління (2001—2008)

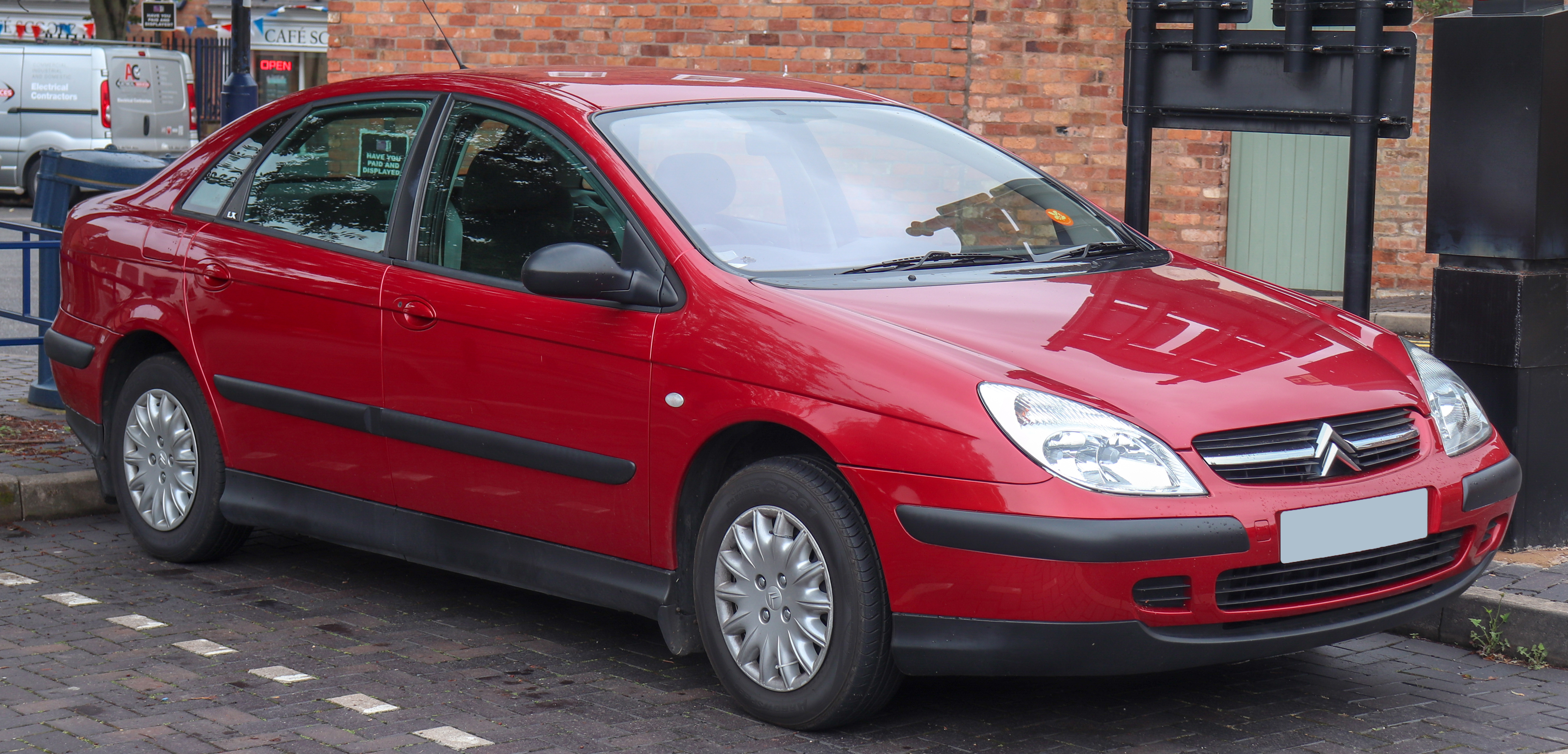
Citroën C5 I ліфтбек (2001—2004)

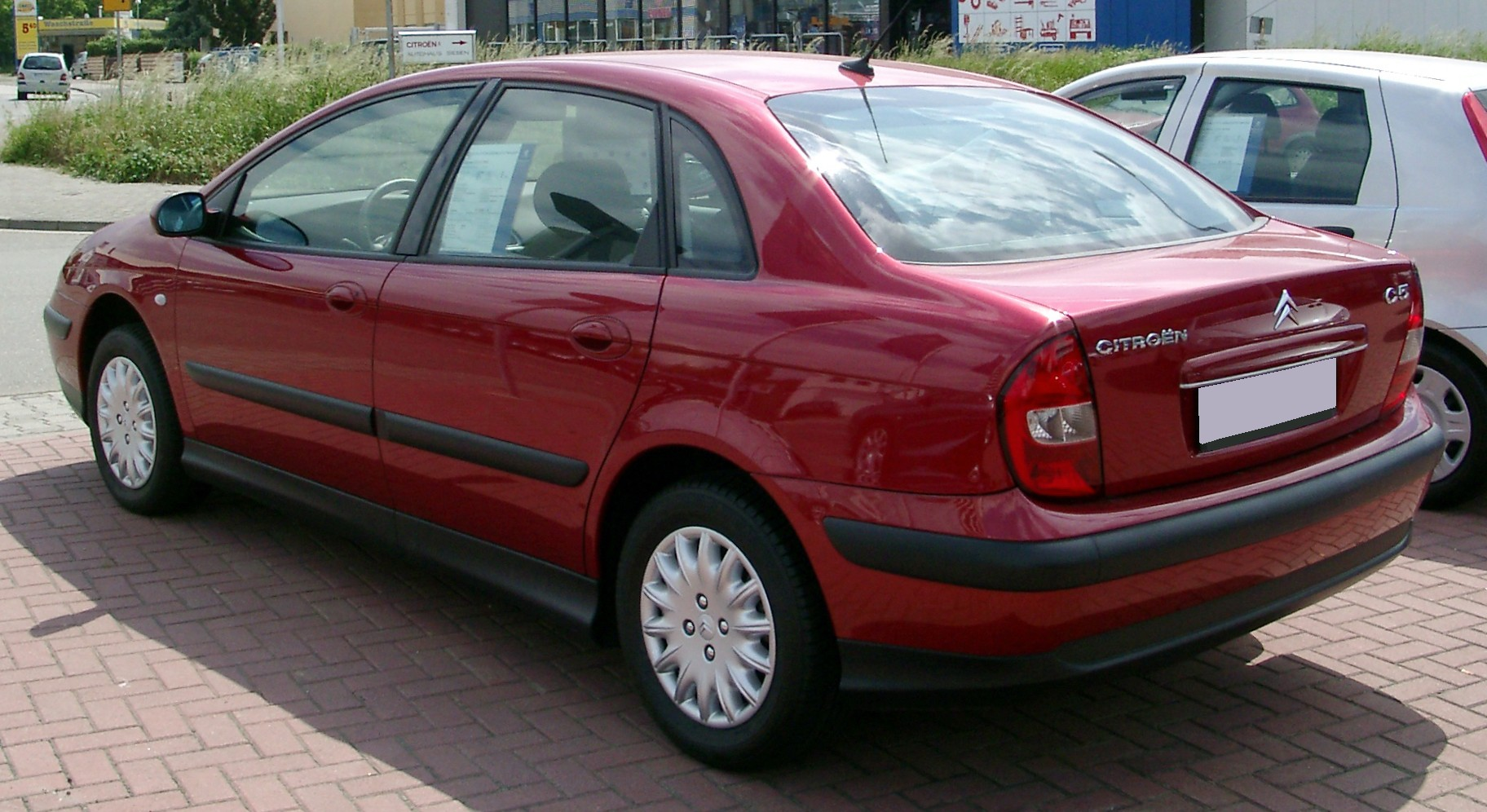
Citroën C5 I ліфтбек (2001—2004)

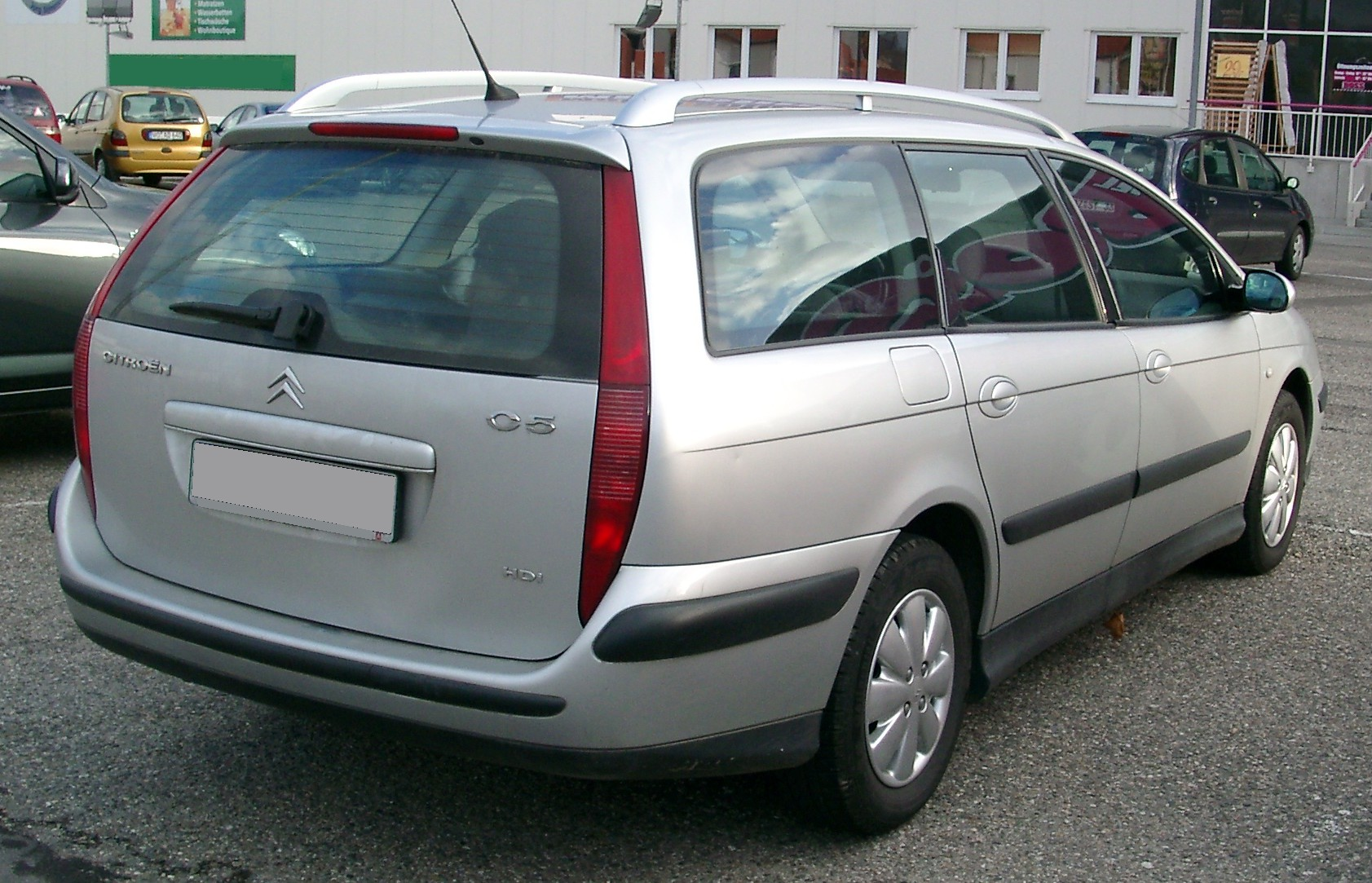
Citroën C5 I універсал (2001—2004)

Citroën C5 вперше був представлений у 2000 році, Пропонується як 5-дверний ліфтбек і 5-дверний універсал.
Спочатку C5 був доступний з бензиновими двигунами 2.0, 2.0 HPi (прямого вприскування бензину) та бензиновими двигунами 3.0 V6, а також дизельними двигунами Common Rail: 2.0 HDI та 2.2 HDI. Навесні 2001 року, разом з представленням версії Break, був також запропонований 1,8-літровий газовий двигун. Восени 2003 року виробництво двигуна 2.0 HPi було припинено, а до пропозиції було представлено дизельний двигун 2.0 HDi з меншою потужністю — 90 к.с.
З моменту випуску C5 викликав великі емоції у любителів бренду — його піддавали критиці за занадто поширене та нудотне значення [виноска потрібна]. Однак це виявилося довговічним і солідним автомобілем, який перетворився на хороші продажі. Він оснащений модифікованою гідропневматичною системою третього покоління — інтеграція гальмівної системи з системою підвіски відмовилася. Це перша модель Citroën з такою системою. Гідравлічний насос не приводиться в рух двигуном автомобіля — він був інтегрований в одну систему з електродвигуном. Вся підвіска озброєна набором датчиків, які постійно відслідковують її роботу та надсилають дані на комп'ютер, коригуючи налаштування.

### Фейсліфтинг 2004
У вересні 2004 року було здійснено значне підтягування моделі. Зовнішній вигляд кузова був змінений, а інтер'єр оновлений. Передній, а також задні частини автомобіля були модифіковані (нові фари та ліхтарі, бампери). Під час модернізації також було збагачено обладнання С5. Одночасно був модифікований діапазон двигунів. Бензиновий агрегат 2,0 16В отримав більше потужності та обертового моменту, а дизельні двигуни були замінені новими шестнадцять-клапановими 1.6 HDI та 2.0 HDI.
У 2006 році до пропозиції було представлено абсолютно новий дизельний двигун 2.2 HDI з двома турбокомпресорами. У той же час потужність базового бензинового агрегату 1,8 16В була збільшена до 125 к.с.
До грудня 2007 року, незадовго до закінчення виробництва, було вироблено 720 000 автомобілів C5.

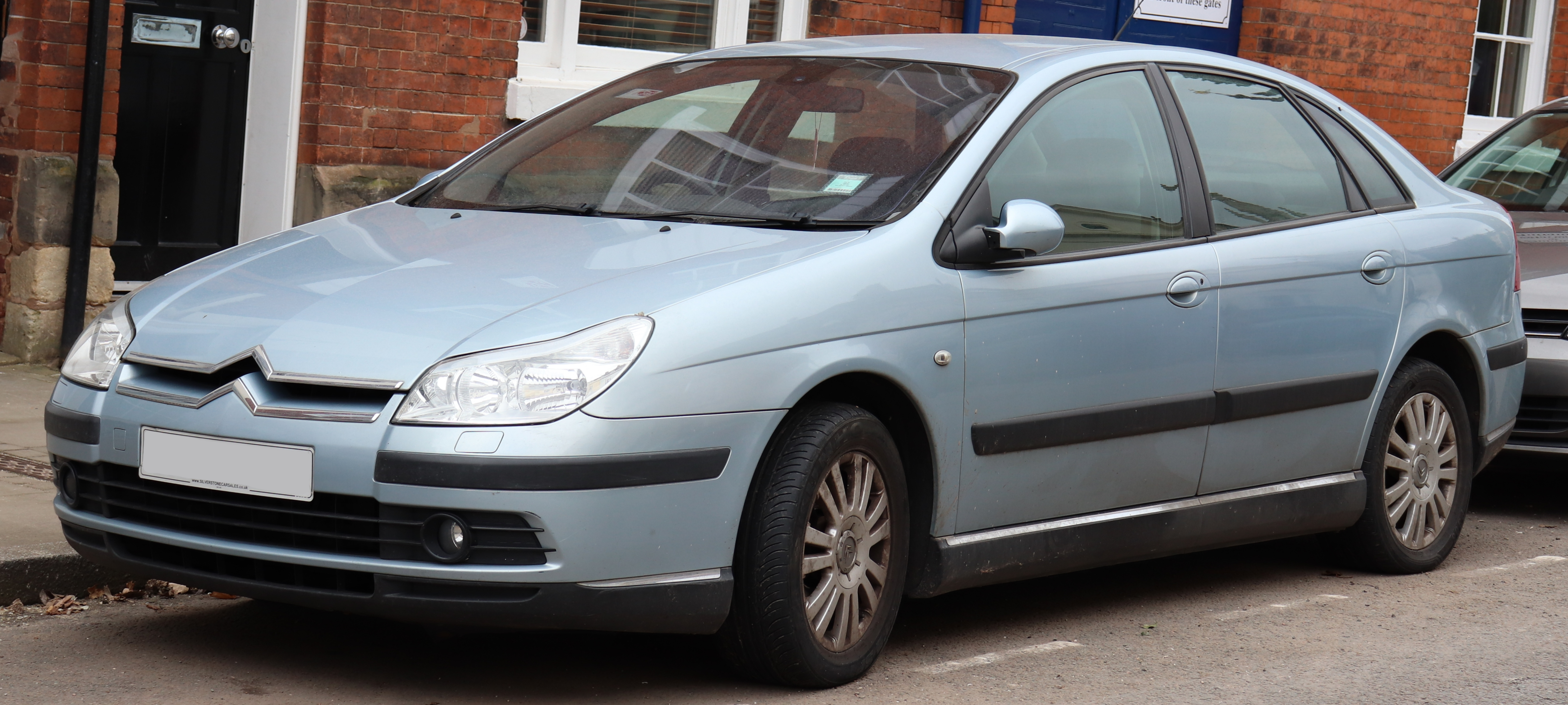
Citroën C5 I ліфтбек (2004-2008)
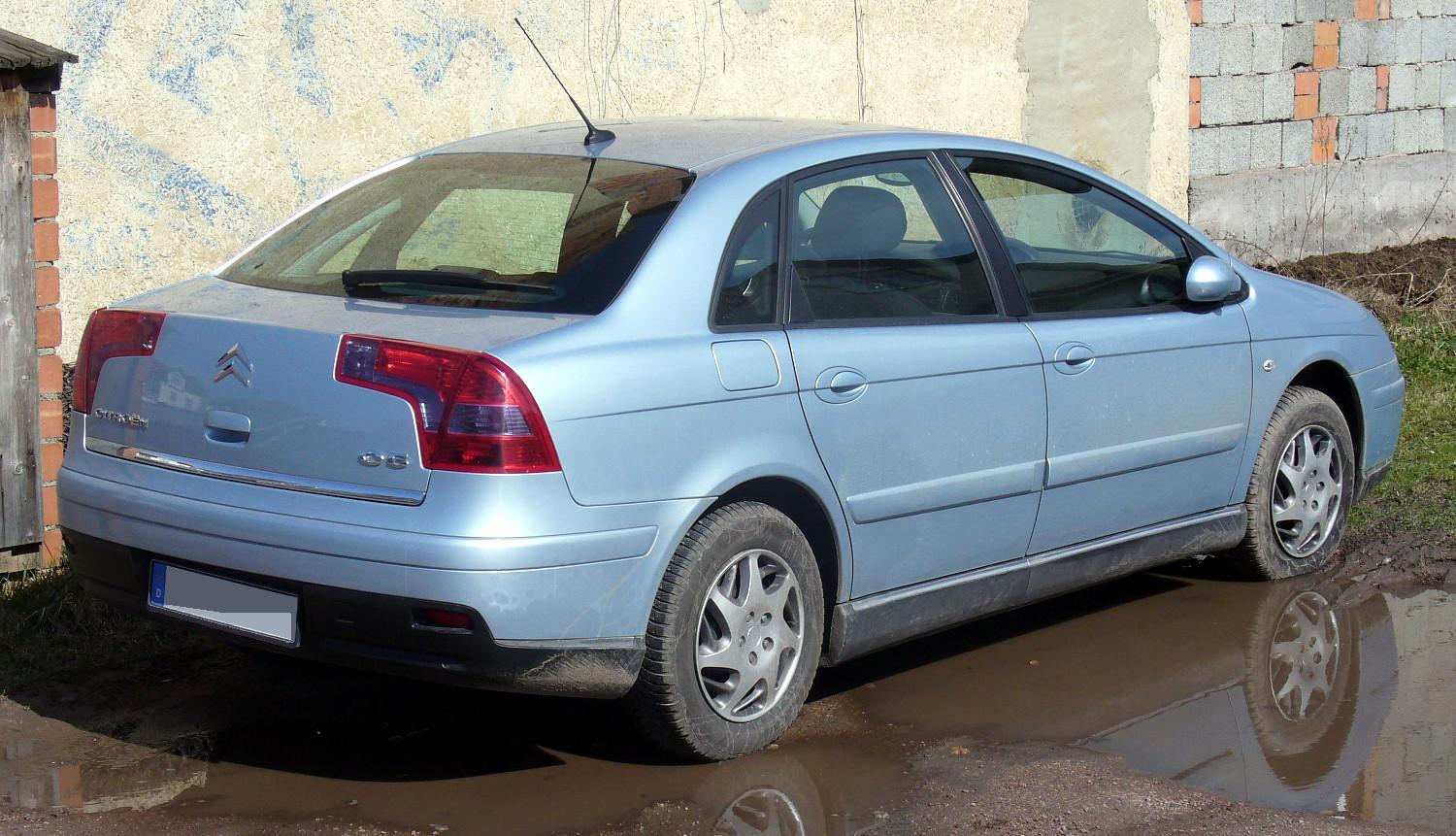
Citroën C5 I ліфтбек (2004-2008)
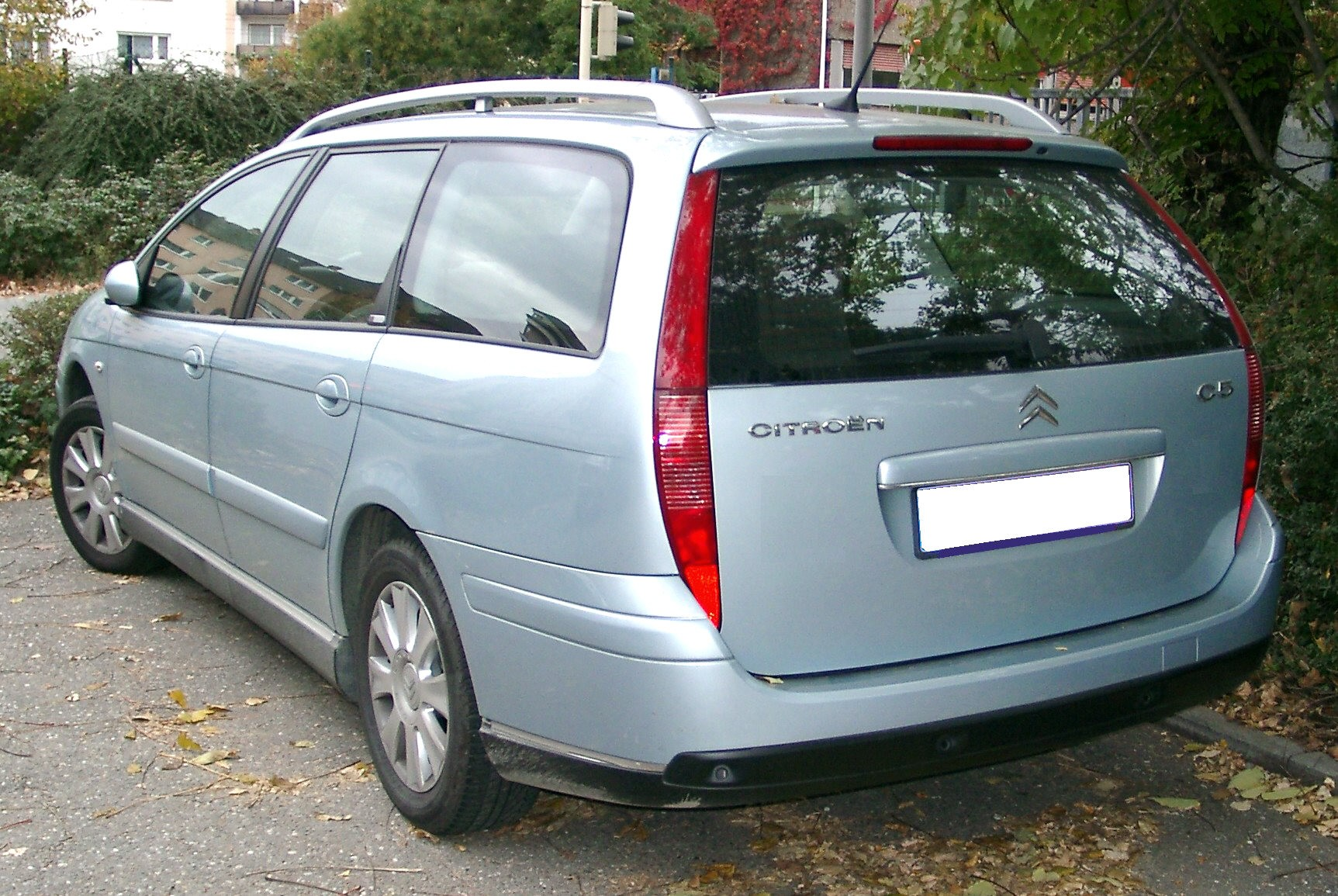
Citroën C5 I універсал (2004-2008)
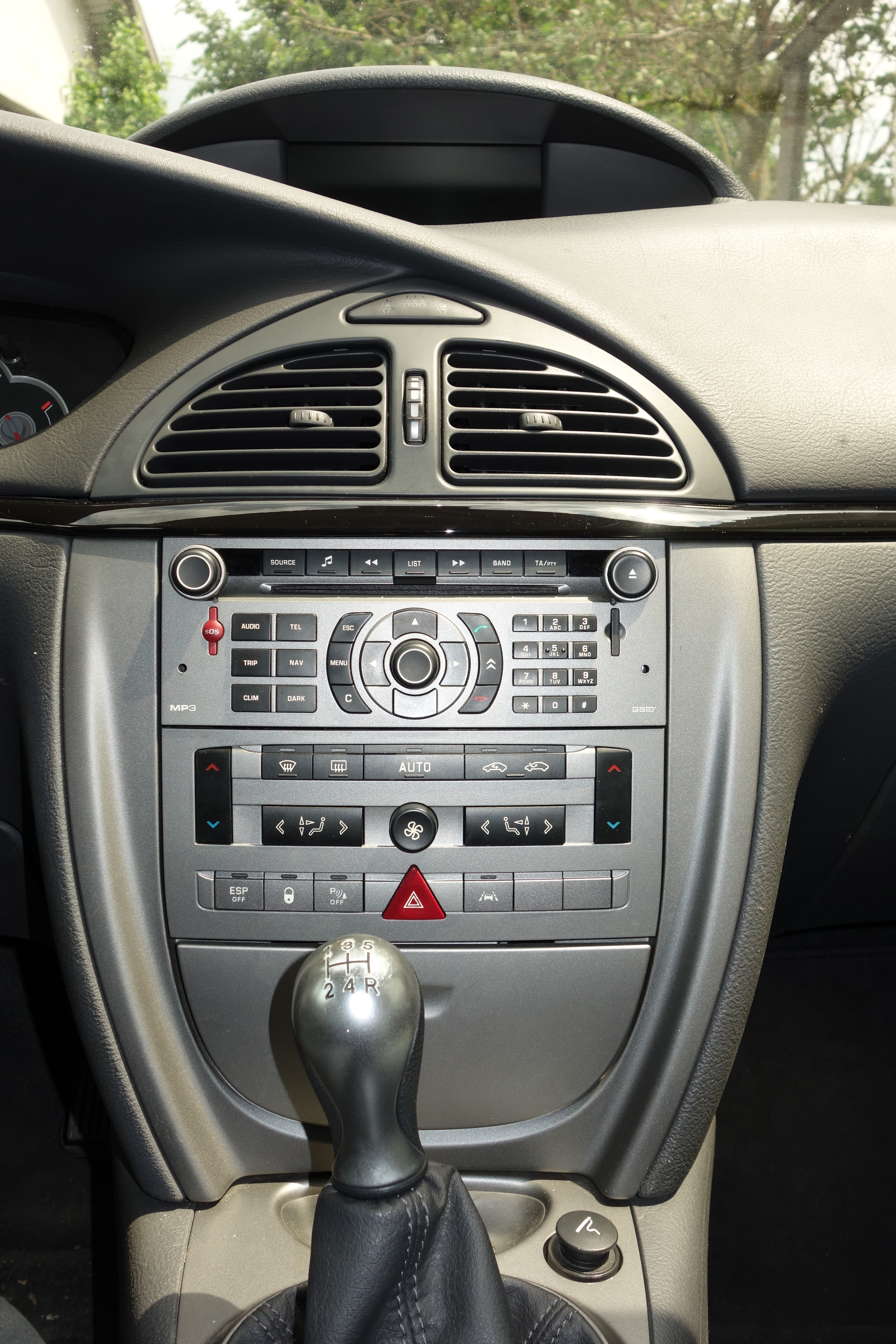

### Двигуни

#### 2001—2004
- Бензинові

| Двигун                     | Об'єм [см³] | Потужність [к.с.] ([кВт]) при об/хв | Крутний момент [Нм] при об/хв | Циліндри | Клапани | Розгін (с) 0–100 км/год | Макс. швидкість км/год | Витрати палива (л/100 км) місто/траса/середня |
| -------------------------- | ----------- | ----------------------------------- | ----------------------------- | -------- | ------- | ----------------------- | ---------------------- | --------------------------------------------- |
| 1.8 16V                    | 1749        | 116 (85)/5500                       | 160/4000                      | R4       | DOHC/16 | 12,1                    | 196                    | 10,6/6,0/7,7                                  |
| 2.0 16V                    | 1997        | 136 (100)/6000                      | 190/4100                      | R4       | DOHC/16 | 10,8                    | 208                    | 11,3/6,2/8,1                                  |
| 2.0 16V 4-ст. Aut.         | 1997        | 136 (100)/6000                      | 190/4100                      | R4       | DOHC/16 | 12,3                    | 202                    | 13,3/6,1/8,7                                  |
| 2.0 16V HPI                | 1997        | 140 (103)/6000                      | 192/4000                      | R4       | DOHC/16 | 9,6                     | 210                    | 10,3/6,0/7,5                                  |
| 3.0 V6                     | 2946        | 207 (152)/6000                      | 285/3750                      | V6       | DOHC/24 | 8,1                     | 240                    | 13,9/7,1/9,6                                  |
| 3.0 V6 4-ст. Aut.          | 2946        | 207 (152)/6000                      | 285/3750                      | V6       | DOHC/24 | 9,7                     | 232                    | 14,5/7,6/10,2                                 |
| 3.0 V6 Carlsson 4-ст. Aut. | 2946        | 235 (173)/6000                      | 320/3650                      | V6       | DOHC/24 | 8,6                     | 245                    | 15,0/8,4/10,9                                 |

- Дизельні

| Двигун           | Об'єм [см³] | Потужність [к.с.] ([кВт]) при об/хв | Крутний момент [Нм] при об/хв | Циліндри | Клапани | Розгін (с) 0–100 км/год | Макс. швидкість км/год | Витрати палива (л/100 км) місто/траса/середня |
| ---------------- | ----------- | ----------------------------------- | ----------------------------- | -------- | ------- | ----------------------- | ---------------------- | --------------------------------------------- |
| 2.0 HDI          | 1997        | 90 (66)/4000                        | 205/1900                      | R4       | OHC/8   | 13,8                    | 185                    | 7,4/4,6/5,6                                   |
| 2.0 HDI          | 1997        | 109 (80)/4000                       | 250/1750                      | R4       | OHC/8   | 12,5                    | 192                    | 7,4/4,6/5,6                                   |
| 2.2 16V HDI      | 2179        | 133 (98)/4000                       | 314/2000                      | R4       | DOHC/16 | 10,9                    | 205                    | 8,8/4,9/6,4                                   |
| 2.2 16V HDI Aut. | 2179        | 133 (98)/4000                       | 314/2000                      | R4       | DOHC/16 | 12,3                    | 201                    | 9,8/5,4/7,0                                   |

#### 2004—2008
- Бензинові

| Двигун                     | Об'єм [см³] | Потужність [к.с.] ([кВт]) при об/хв | Крутний момент [Нм] при об/хв | Циліндри | Клапани | Розгін (с) 0–100 км/год | Макс. швидкість км/год | Витрати палива (л/100 км) місто/траса/середня |
| -------------------------- | ----------- | ----------------------------------- | ----------------------------- | -------- | ------- | ----------------------- | ---------------------- | --------------------------------------------- |
| 1.8 16V                    | 1749        | 125 (92)/6000                       | 170/3750                      | R4       | DOHC/16 | 10,0                    | 201                    | 10,4/5,9/7,6                                  |
| 2.0 16V                    | 1997        | 140 (103)/6000                      | 200/4000                      | R4       | DOHC/16 | 9,1                     | 210                    | 11,1/6,3/8,0                                  |
| 2.0 16V 4-ст. Aut.         | 1997        | 140 (103)/6000                      | 200/4000                      | R4       | DOHC/16 | 10,2                    | 207                    | 12,4/6,4/8,6                                  |
| 3.0 V6 6-ст. Aut.          | 2946        | 207 (152)/6000                      | 285/3750                      | V6       | DOHC/24 | 8,6                     | 230                    | 14,7/7,2/10,0                                 |
| 3.0 V6 Carlsson 6-ст. Aut. | 2946        | 235 (173)/6000                      | 320/3650                      | V6       | DOHC/24 | 8,6                     | 245                    | 15,0/8,4/10,9                                 |

- Дизельні

| Двигун              | Об'єм [см³] | Потужність [к.с.] ([кВт]) при об/хв | Крутний момент [Нм] при об/хв | Циліндри | Клапани | Розгін (с) 0–100 км/год | Макс. швидкість км/год | Витрати палива (л/100 км) місто/траса/середня |
| ------------------- | ----------- | ----------------------------------- | ----------------------------- | -------- | ------- | ----------------------- | ---------------------- | --------------------------------------------- |
| 1.6 16V HDI         | 1560        | 109 (80)/4000                       | 240/1750                      | R4       | DOHC/16 | 11,3                    | 190                    | 6,8/4,5/5,4                                   |
| 2.0 16V HDI         | 1997        | 136 (100)/4000                      | 320/2000                      | R4       | DOHC/16 | 9,8                     | 205                    | 7,8/5,0/6,0                                   |
| 2.0 16V HDI Aut.    | 1997        | 136 (100)/4000                      | 320/2000                      | R4       | DOHC/16 | 11,3                    | 205                    | 10,0/5,5/7,1                                  |
| 2.2 16V BiTurbo HDI | 2179        | 170 (125)/4000                      | 370/1500                      | R4       | DOHC/16 | 9,3                     | 222                    | 8,1/5,0/6,1                                   |

## Друге покоління (2008—2017)

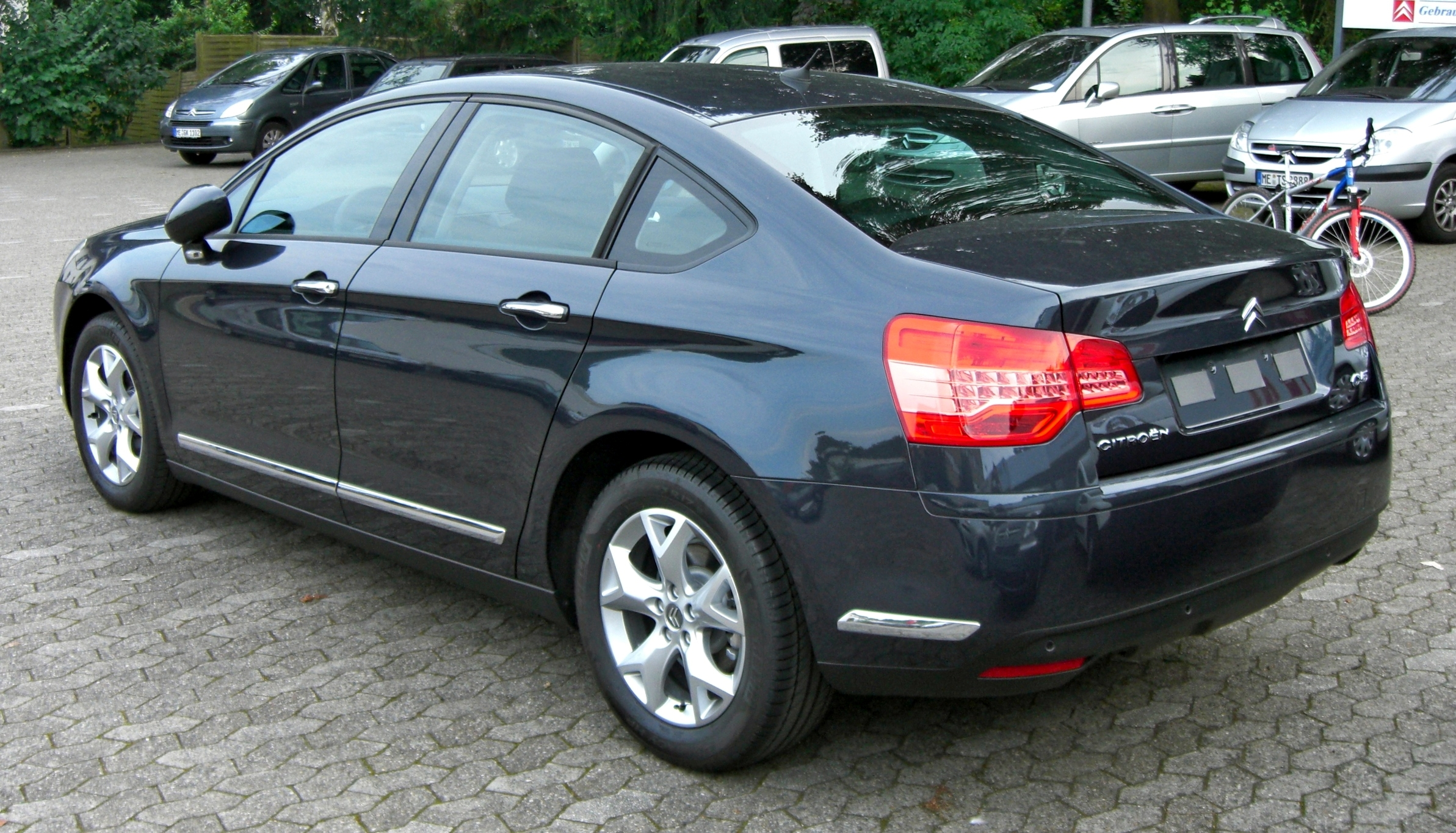
Citroën C5 II седан (2008—2010)

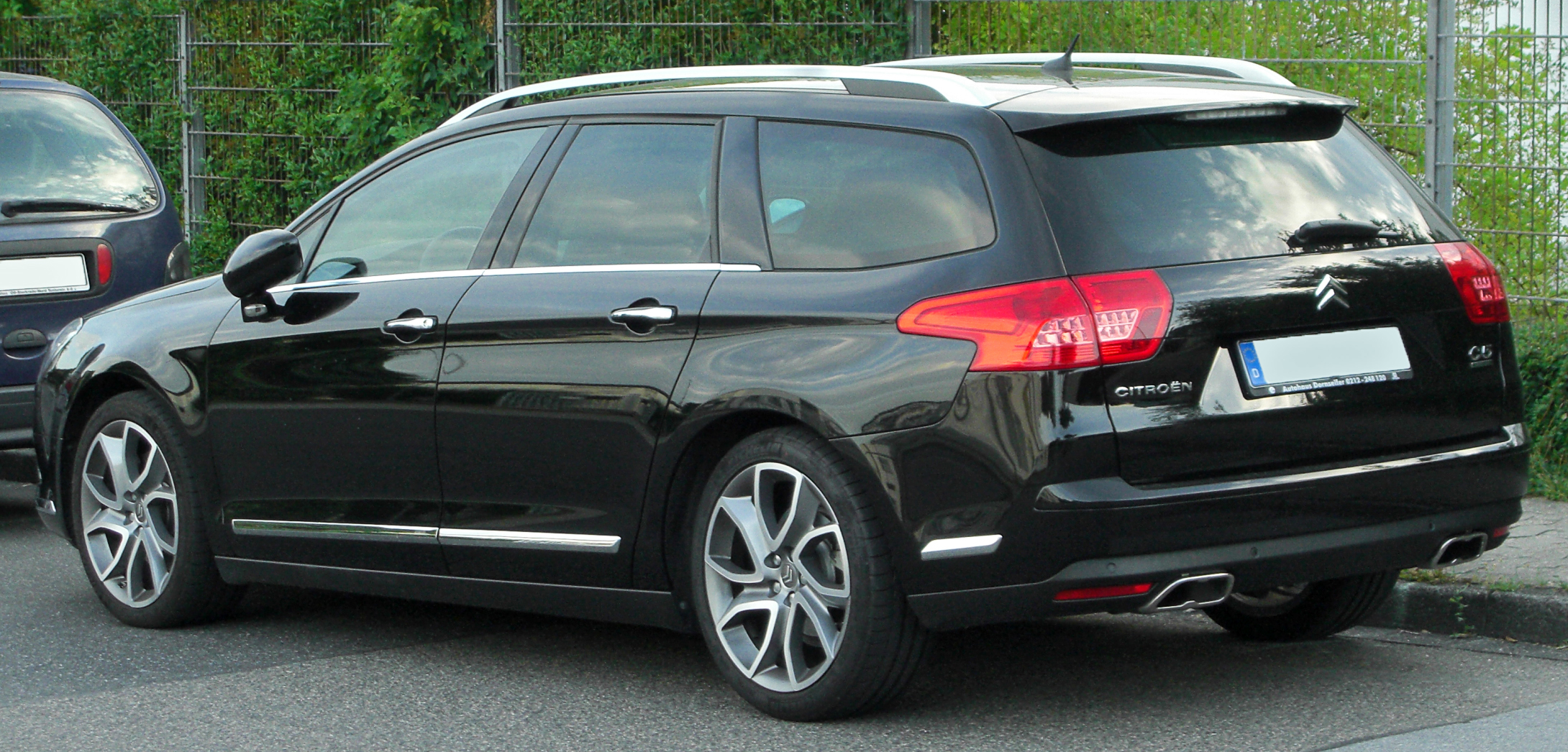
Citroën C5 II Tourer (2008—2010)

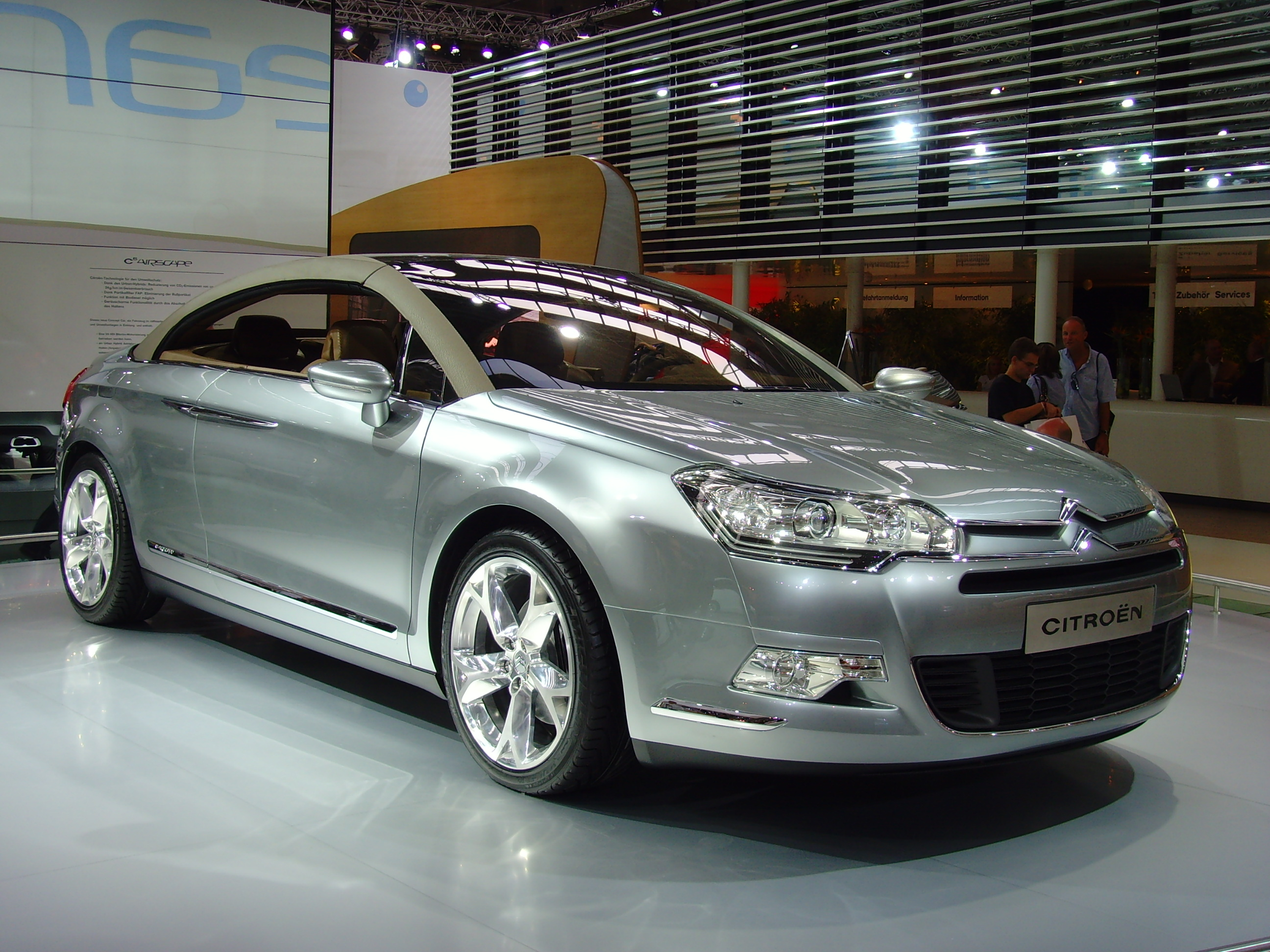
Citroën C5 Airscape (концепт)

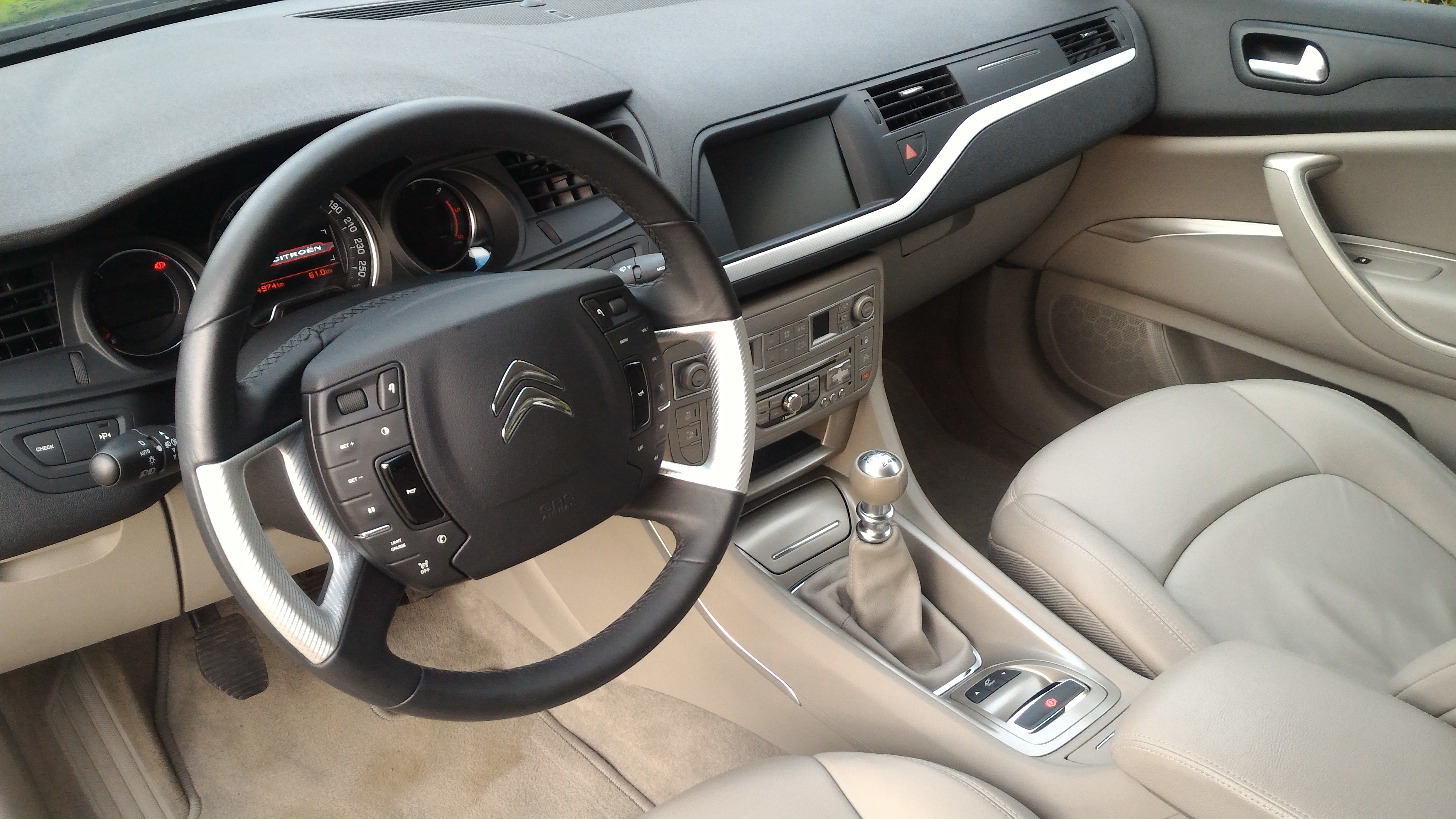
Салон Citroën C5

У жовтні 2007 року компанія Citroen представила принципово нове покоління моделі С5. Автомобіль випускається тільки з кузовами седан і універсал.
Нове покоління моделі зросло в розмірах: довжина — 4,78 метра, ширина — 1,86, а висота зменшилася до 1,45 метра, завдяки чому седан С5 став виглядати динамічніше. Довжина універсала становить 4,83 метра. Завдяки широкій колісній базі (2,82 м) салон автомобіля вийшов просторим і містким.
Найбільшу увагу творці приділили комфорту пасажирів. Внутрішнє оздоблення оброблено якісними і дорогими матеріалами, а також прикрашено вставками з матового алюмінію. Шумоізоляція салону зроблена аналогічно більшому Citroen С6, включаючи ламіновані бокові скла та захищене від шумів лобове скло.
Покупці Citroen C5 даного покоління отримають можливість вибрати тип підвіски: крім традиційної для C5 «гідропневматики» Hydractive 3 Plus, автомобіль може оснащуватися і більш дешевою пружинною підвіскою.
Гамма двигунів включає широкий вибір моторів: бензинові четвірки 1,8 і 2,0 літра, трилітровий V6 потужністю 127, 143 і 215 к.с. відповідно, а також чотири турбодизеля — 1,6, 2,0, 2,2 і 2,7 літра потужністю від 100 до 208 кінських сил. Залежно від типу мотори агрегатуються з 5-ти і 6-ступінчастими механічними трансмісіями або з 6-діапазонним автоматом.
Перелік дизельних силових агрегатів починається з 1.6-літрового чотирициліндрового HDi на 110 кінських сил. Оснащений ним седан до 96.5 км/год розганяється за 12.2с, універсал — за 12.5 секунд. Витрата палива сягає 5.6 та 5.5 л/100 км відповідно. Наступним у переліку є 2.0-літровий чотирициліндровий дизельний двигун. Універсал він розжене за 9.3 с, а седан за 9.1 секунд. Витрата палива становить 5.1 л/100 км для універсалу та 4.9 л/100 км для седана. Пару йому складає шестиступінчаста механічна або автоматична коробка передач. Верхню позицію дизельного переліку займає 3.0-літровийV6. Універсал з таким двигуном до 96.5 км/год розганяється за 8.2 секунди. Витрачає автомобіль 9.6 л/100 км. Єдиний бензиновий чотирициліндровий двигун на 1.6 літра пропонує 120 кінських сил. Універсал з ним розганяється за 12.3 секунди. Витрачає 6.4 л/100 км. Седан розженеться за 12.2 секунди, витративши 6.2 л/100км. 
Список стандартного устаткування включає систему електронної стабілізації ESP, від 7 до 9 подушок безпеки (в залежності від комплектації). Як додаткове обладнання пропонуються біксенонові фари, система визначення необхідного простору при парковці. Система комфортного входу-виходу відсуває і підсуває водійське сидіння до рульової колонки. У дорогих комплектаціях є навіть функція «масаж спини».
На сторожі безпеки пасажирів система AFIL (попередження про мимовільному перетині лінії дорожньої розмітки). При включенні дана система фіксує (при вимкненому покажчику повороту) мимовільний перетин лінії дорожньої розмітки на автострадах та на автомагістралях при швидкості понад 80 км / год. У такій ситуації з боку перетину лінії дорожньої розмітки включаються вібродатчики, вбудовані у водійське сидіння. Таким чином система повідомляє водія про необхідність скорегувати напрямок руху автомобіля.
Як додаткове обладнання на новій моделі С5 встановлюється навігаційна система останнього покоління, яка поєднує в собі такі функції, як телефон стандарту GSM, аудіосистему (радіоприймач, програвач CD і MP3, збереження музичних файлів на жорсткому диску) і навігаційну систему формату GPS. У комплект системи NaviDrive входить жорсткий диск на 30 Гб для зберігання карт місцевості (30 країн) і музичних файлів. Функція Juke Box дозволяє зберігати на диску до 180 годин музичних файлів, з частковим або повним копіюванням з дисків CD або MP3. Функція GPS передбачає режим Birdview («З висоти пташиного польоту»), який дозволяє розглянути свій маршрут на кольоровій карті в тривимірній проєкції, а також режим Carrefour («Перехрестя»), який дозволяє більш детально розглянути конкретну ділянку перетину доріг.
Двері багажного відсіку універсала обладнана електроприводом, причому, щоб задати максимальну висоту, на яку вона повинна відкриватися її можна просто зупинити під час підйому, комп'ютер запам'ятає це положення і надалі буде відкривати двері на задану висоту.
У новому С5 встановлено кермо другого покоління з нерухомою маточиною і клавішами управління. Клавіші управління функціями обмежувача швидкості, круїз-контролю, бортового комп'ютера і комфорту (автомагнітола, телефон, управління центральним дисплеєм і інше) легко доступні і добре читаються в темноті, завдяки піктограмам з підсвічуванням. Рульове колесо нової С5 також є важливим нововведенням з точки зору безпеки: в його центральній нерухомій частині знаходиться подушка безпеки водія, яка має оптимальну форму і у разі удару більш ефективно захищає водія.

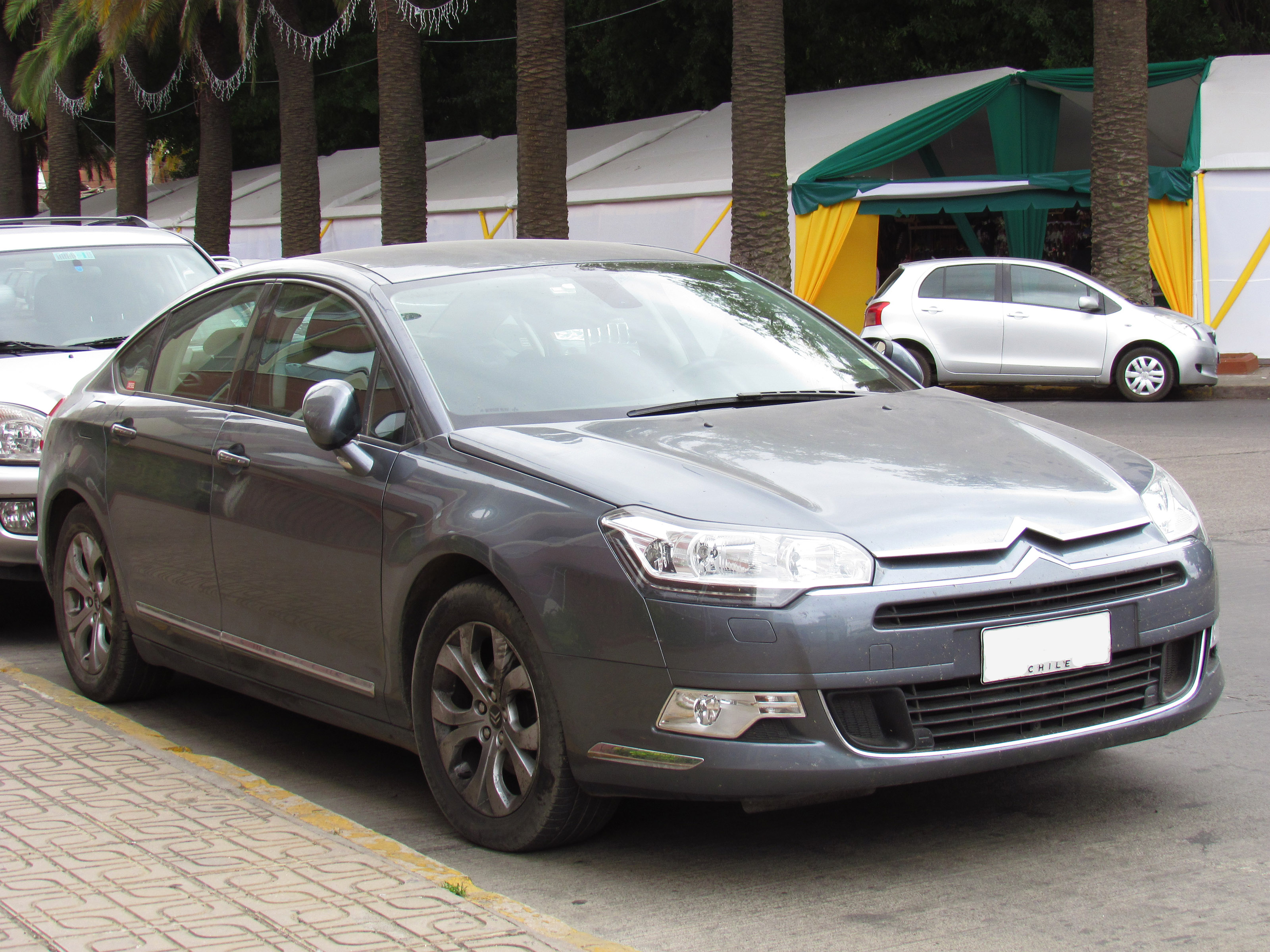
Citroën C5 (2010—2012)

У жовтні 2010 року C5 був трохи модернізований.
І седан і універсал отримали фари з світлодіодними лампами денного світла замість звичайних ламп, змінені задні ліхтарі. Крім того, автомобіль отримав новий базовий бензиновий двигун з 1,6 л і потужністю 120 к.с. і два нові варіанти дизельних двигунів 1,6 л HDI на 112 к.с. і 2,2 л HDi 204 к.с.
У липні 2012 року C5 був трохи модернізований вдруге, змінений передній бампер, були скориговані задні фари.
Навігаційні системи MyWay та NaviDrive3D були замінені системою eMyWay.
У квітні 2014 року представлена підвищена версія під назвою C5 CrossTourer. Кросовер отримав зовнішній вигляд позашляховика, подібного до Peugeot 508 RXH, але без повного приводу. Автомобіль отримав турбодизелі потужністю 140, 163 або 204 к.с. У липні 2015 року дизельні двигуни були перетворені в стандарт Євро-6 і виконувалися як BlueHDi 150 (з ручним приводом) або 180 к.с. (з автоматичною трансмісією).
У травні 2017 року виробництво другого покоління було припинено. За винятком китайського ринку, де C5 модернізували, повністю змінивши форму фар і всю передню частину.

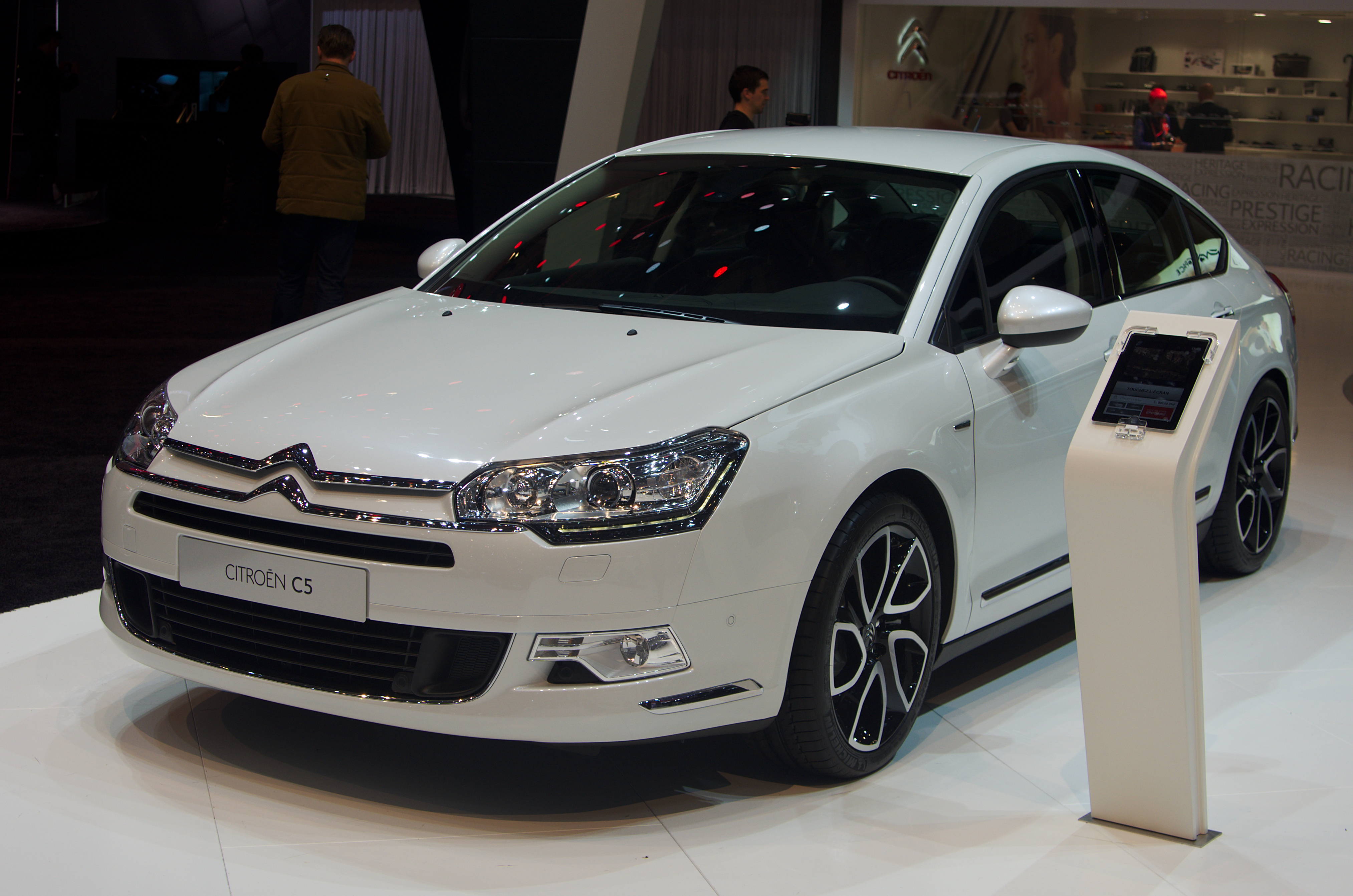
Citroën C5 (2012–2017)
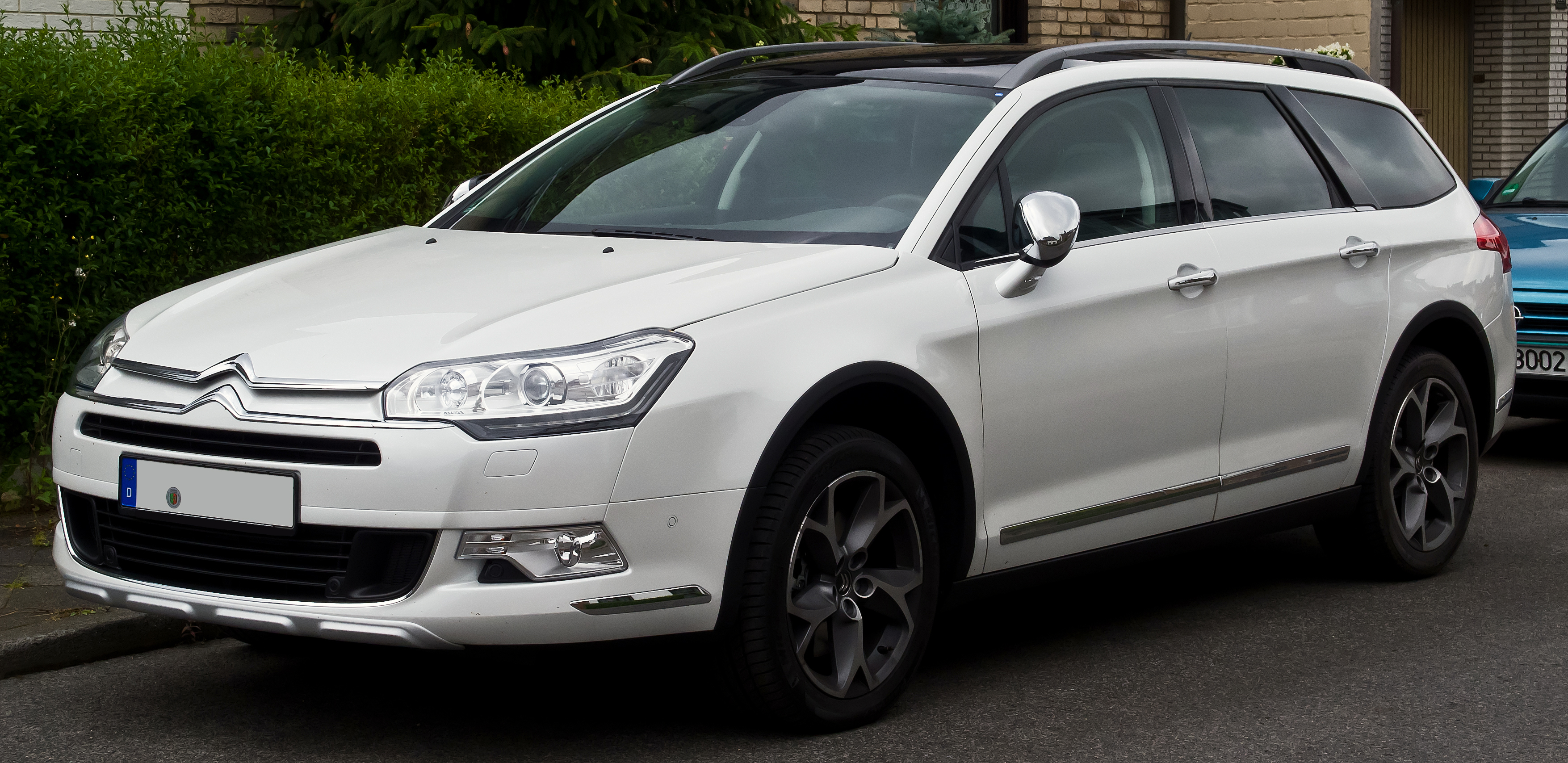
Citroën C5 CrossTourer HDi 200 (2014–2017)
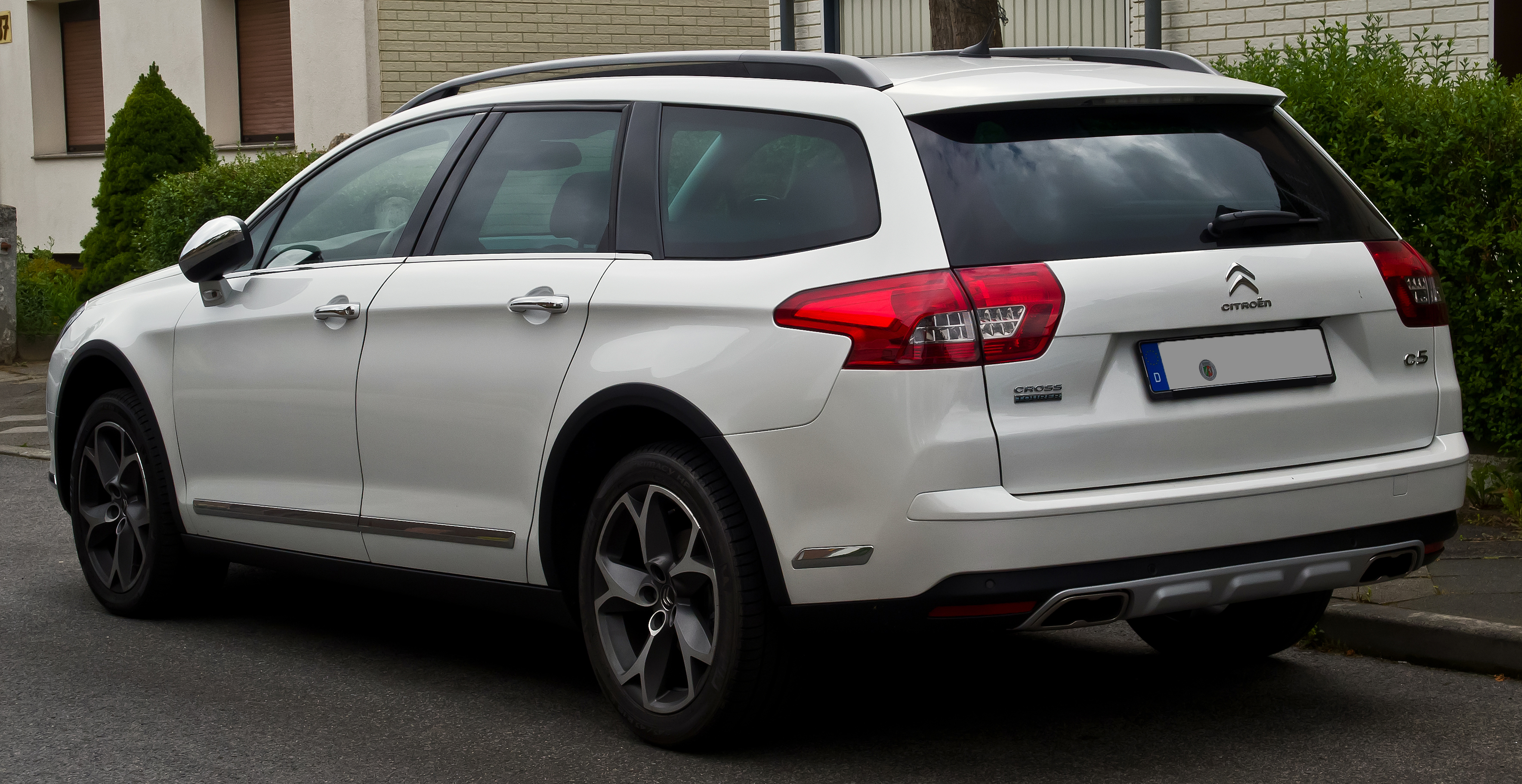
Citroën C5 CrossTourer HDi 200 (2014–2017)
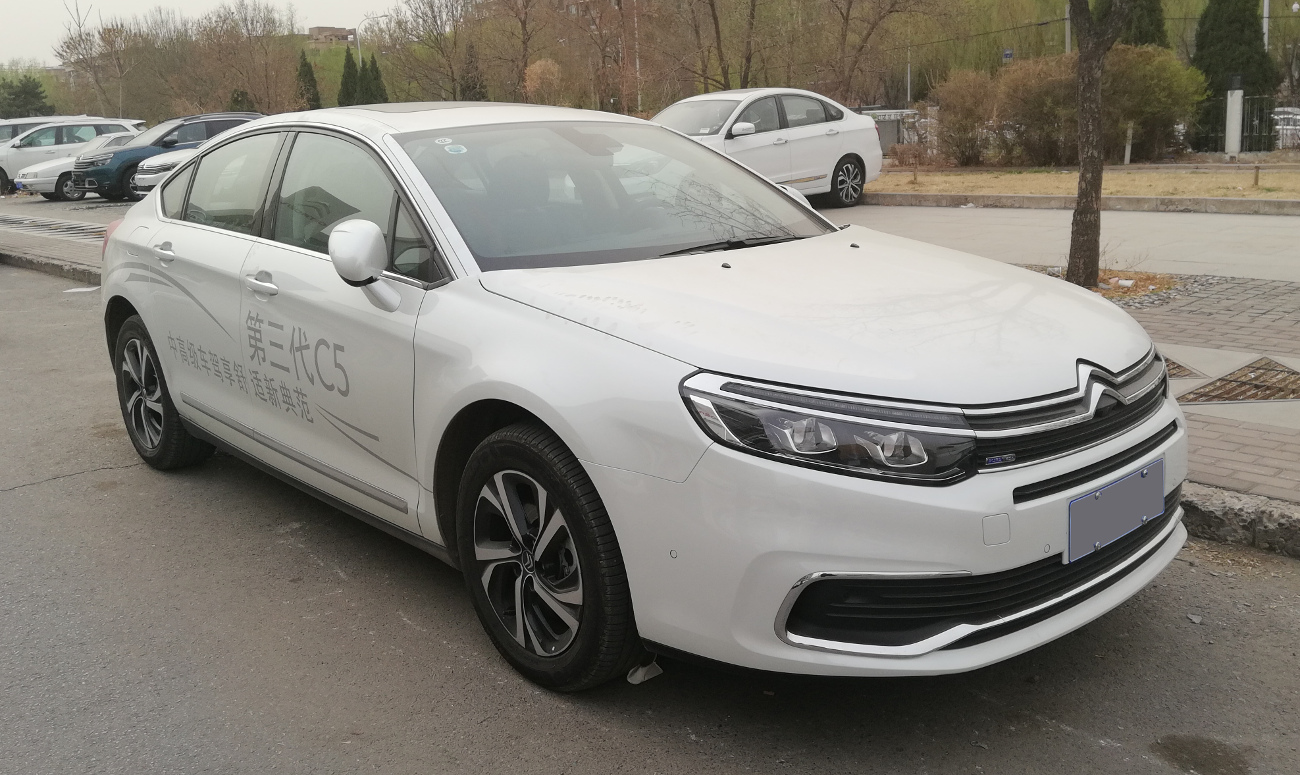
Citroën C5 для китайського ринку

### Двигуни
Бензинові
| Двигун           | Об'єм [см³] | Потужність [к.с.] ([кВт]) при об/хв | Крутний момент [Нм] при об/хв | Циліндри | Клапани | Розгін (с) 0–100 км/год | Макс. швидкість км/год | Витрати палива (л/100 км) середня |
| ---------------- | ----------- | ----------------------------------- | ----------------------------- | -------- | ------- | ----------------------- | ---------------------- | --------------------------------- |
| 1.8 16V          | 1749        | 125 (92)/6000                       | 170/3750                      | R4       | DOHC/16 | 11,0                    | 200                    | 7,9                               |
| 2.0 16V          | 1997        | 140 (103)/6000                      | 200/4000                      | R4       | DOHC/16 | 9,7                     | 210                    | 8,4                               |
| 1.6 16V THP      | 1598        | 156 (115)/6000                      | 240/1400                      | R4       | DOHC/16 | 8,6                     | 210                    | 7,1                               |
| 1.6 16V THP Aut. | 1598        | 156 (115)/6000                      | 240/1400                      | R4       | DOHC/16 | 10,7                    | 210                    | 7,7                               |
| 3.0 V6 Aut.      | 2946        | 211 (155)/6000                      | 290/3750                      | V6       | DOHC/24 | 9,2                     | 224                    | 10,5                              |

- Дизельні

| Двигун                   | Об'єм [см³] | Потужність [к.с.] ([кВт]) при об/хв | Крутний момент [Нм] при об/хв | Циліндри | Клапани | Розгін (с) 0–100 км/год | Макс. швидкість км/год | Витрати палива (л/100 км) середня |
| ------------------------ | ----------- | ----------------------------------- | ----------------------------- | -------- | ------- | ----------------------- | ---------------------- | --------------------------------- |
| 1.6 16V HDI              | 1560        | 109 (80)/4000                       | 240/1750                      | R4       | DOHC/16 | 12,2                    | 191                    | 5,3                               |
| 2.0 16V HDI FAP          | 1997        | 140 (103)/4000                      | 320(360)/2000                 | R4       | DOHC/16 | 10,6                    | 204                    | 5,8                               |
| 2.0 16V HDI FAP          | 1997        | 163 (120)/3750                      | 340/2000                      | R4       | DOHC/16 | 9,1                     | 210                    | 5,6                               |
| 2.2 16V HDI Bi-Turbo     | 2179        | 170 (125)/4000                      | 370/1500                      | R4       | DOHC/16 | 9,2                     | 219                    | 6,5                               |
| 2.2 16V HDI Aut.         | 2179        | 204 (150)/3500                      | 450/2000                      | R4       | DOHC/16 | 8,3                     | 230                    | 5,9                               |
| 2.7 V6 HDI Bi-Turbo Aut. | 2721        | 204 (150)/4000                      | 440/1900                      | V6       | DOHC/24 | 8,9                     | 224                    | 8,4                               |
| 3.0 V6 HDI Bi-Turbo Aut. | 2992        | 240 (177)/3800                      | 450/1600                      | V6       | DOHC/24 | 7,9                     | 243                    | 7,4                               |

## Третє покоління (з 2021)

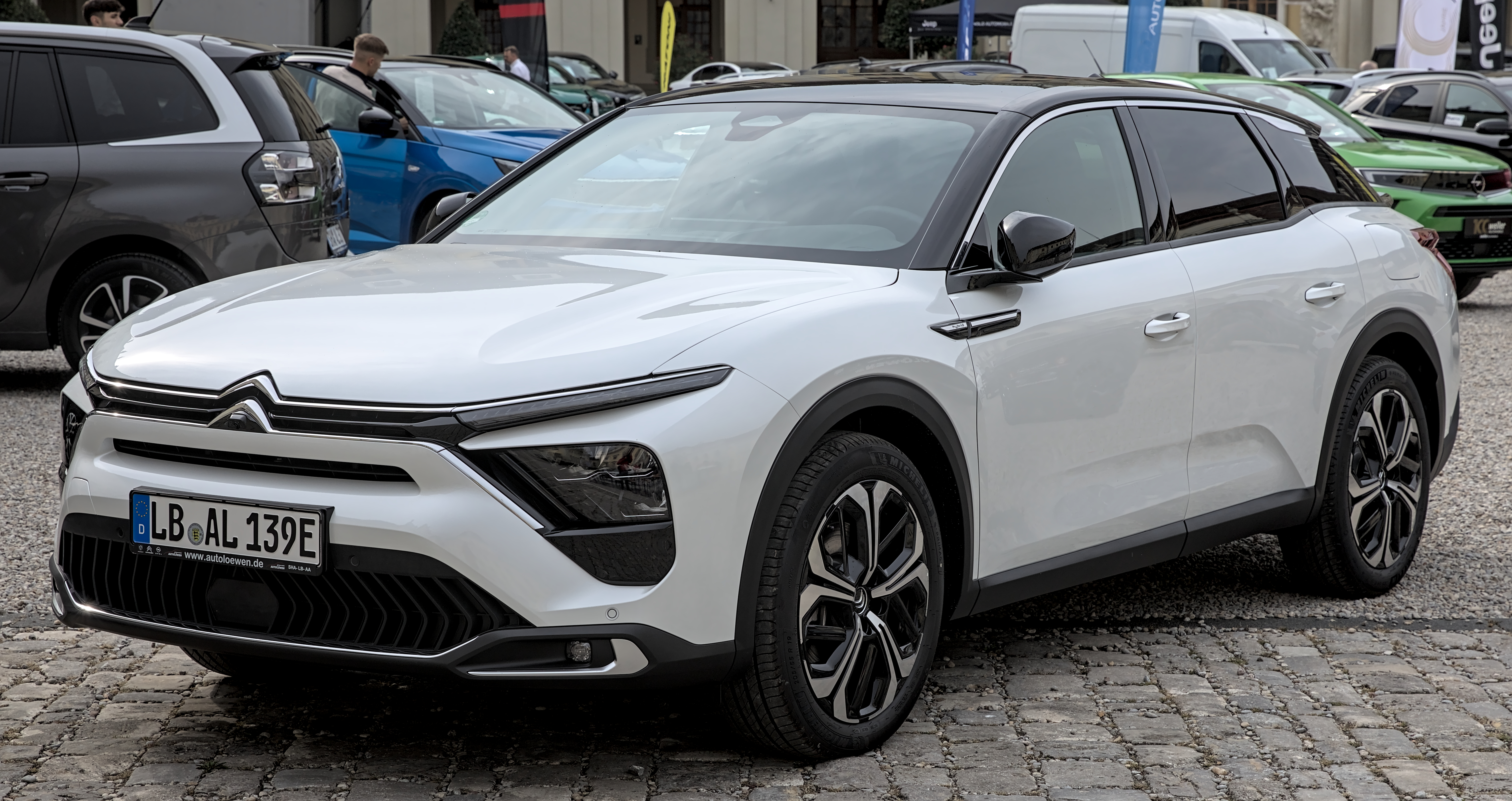
Citroën C5X

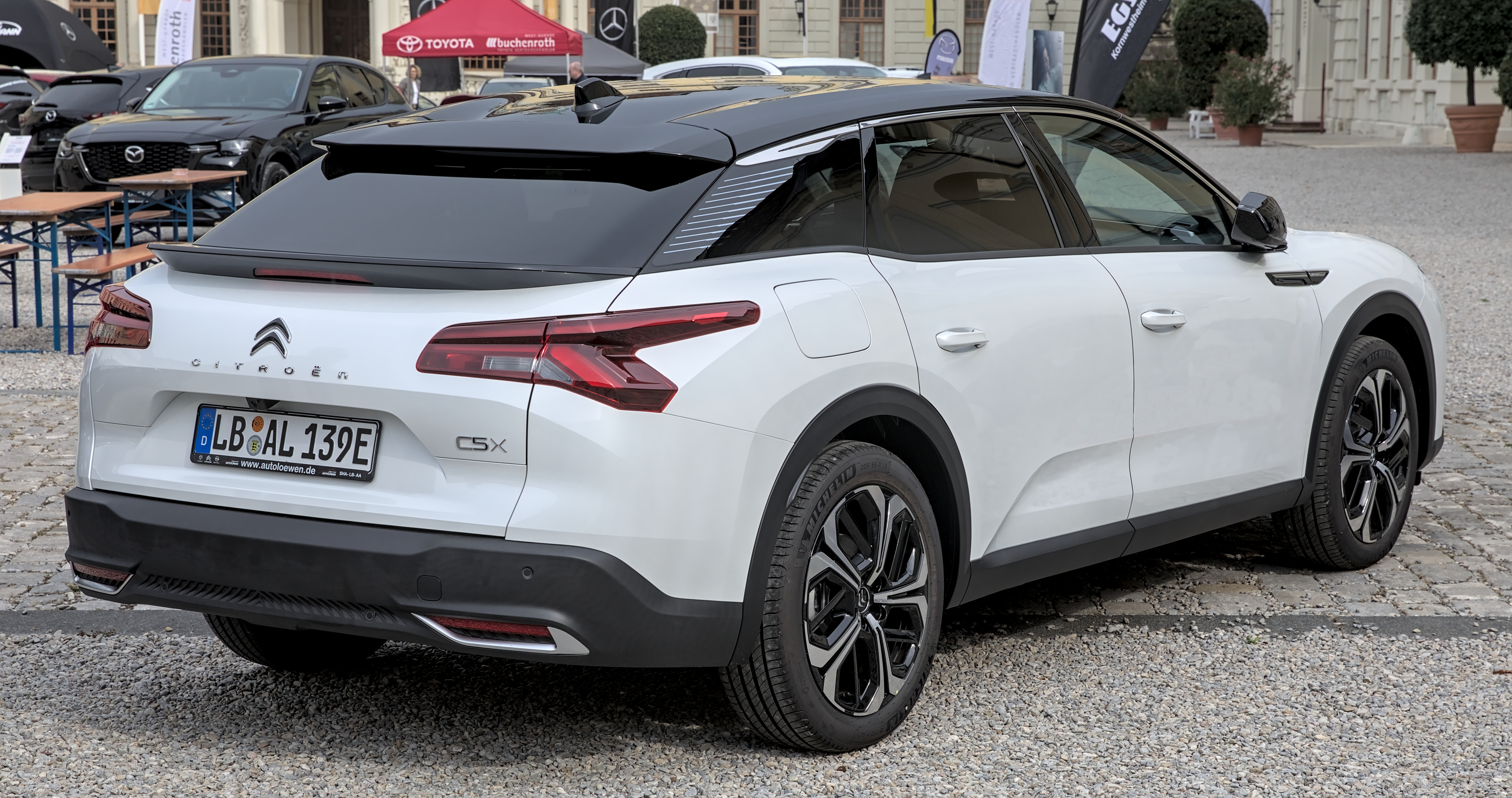

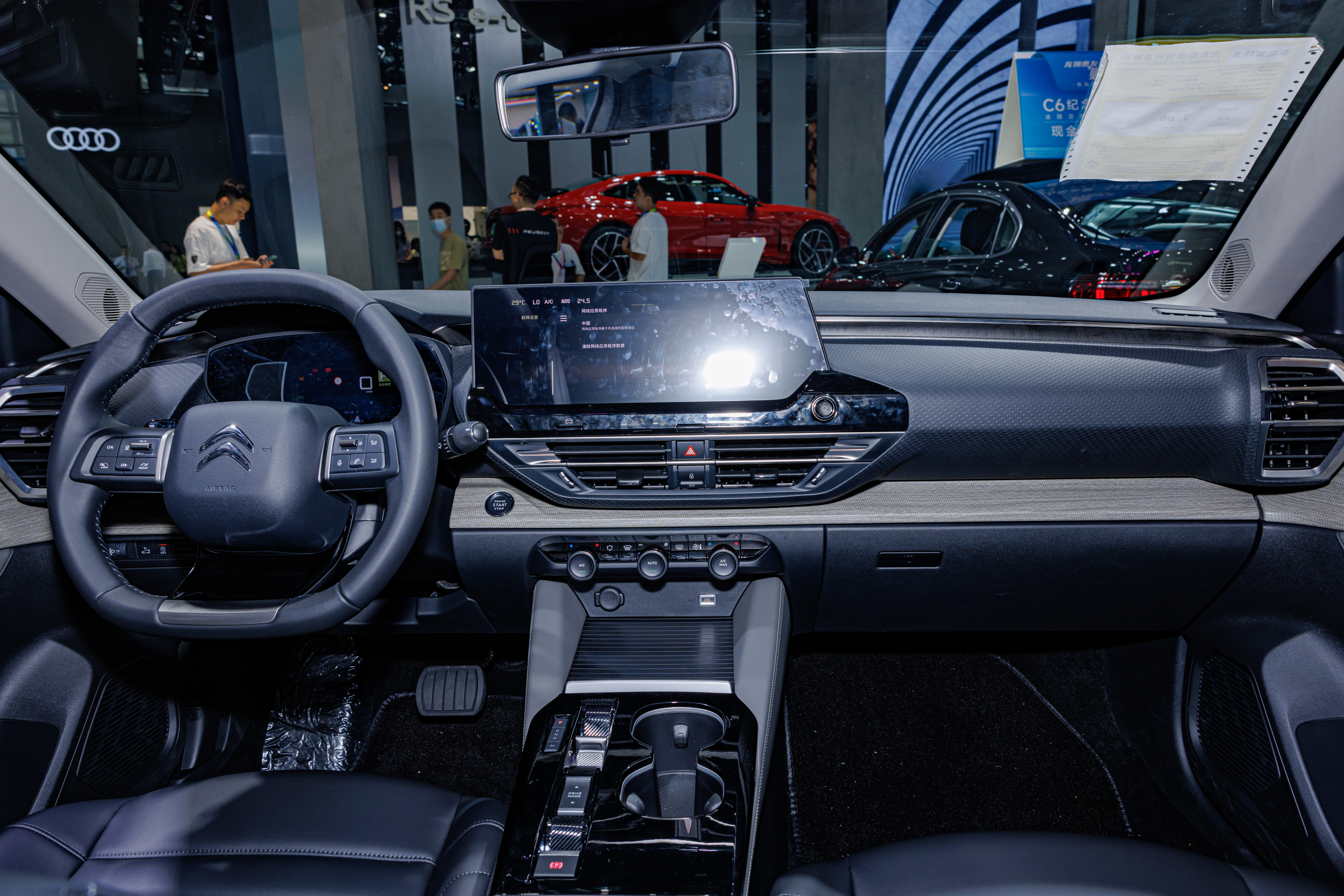

12 квітня 2021 року в Шанхаї дебютувало третє покоління Citroën C5 X (заводський індекс E43) для ринку Європи та Китаю. Автомобіль став кросовером і розроблений на платформі PSA EMP2, що й Peugeot 508. Автомобіль отримав активну підвіску Progressive Hydraulic Cushions, відома по Citroën C5 Aircross, м'які сидіння Advanced Comfort і 12-дюймовий тачскрін. Буде дві модифікації — бензинова і гібридна ë-Comfort. Виробництво довірено китайському підприємству Dongfeng Stellantis в Ченду (колишнє DPCA).
В Європі продажі стартували в другій половині 2021 року.